# Krstac (Čajniče, BiH)
Krstac je naseljeno mjesto u općini Čajniču, Republika Srpska, BiH. Nalazi se na zapadnoj obali Somunskog potoka, blizu granice s Crnom Gorom. Sjeverozapadno su Lađevci.
Godine 1985. nije ga zahvatila preorganizacija općine Čajniče (Sl.list SRBiH, br.24/85).

## Stanovništvo
| Narod     | Popis 1961. | Popis 1971. | Popis 1981. | Popis 1991. |
| --------- | ----------- | ----------- | ----------- | ----------- |
| Hrvati    |             |             |             |             |
| Muslimani | 102         | 114         | 73          | 34          |
| Srbi      | 95          | 91          | 77          | 46          |
| ostali    | 6           | 1           | 14          | 1           |
| Ukupno    | 203         | 206         | 164         | 81          |